# Бондеч
Бондеч (пол. Bądecz, нім. Kollin) — село в Польщі, у гміні Висока Пільського повіту Великопольського воєводства.
Населення — 654 особи (2011).
У 1975-1998 роках село належало до Пільського воєводства.

## Демографія
Демографічна структура станом на 31 березня 2011 року:
|          | Загалом | Допрацездатний вік | Працездатний вік | Постпрацездатний вік |
| -------- | ------- | ------------------ | ---------------- | -------------------- |
| Чоловіки | 324     | 76                 | 227              | 21                   |
| Жінки    | 330     | 83                 | 197              | 50                   |
| Разом    | 654     | 159                | 424              | 71                   |